# 오노 쇼타
오노 쇼타(일본어: 大野 奨太, 1987년 1월 13일 ~ )는 전 일본 프로 야구 센트럴 리그인 주니치 드래곤스의 소속 선수(포수)이다.